# Élections législatives de 1910 dans les Deux-Sèvres
Les élections législatives de 1910 dans les Deux-Sèvres ont eu lieu les 24 avril et 8 mai.

## Députés élus
|   | Circonscription | Député sortant             |  | Groupe parlementaire | Député élu                 |  | Groupe parlementaire |
| - | --------------- | -------------------------- |  | -------------------- | -------------------------- |  | -------------------- |
| 1 | Bressuire       | Henry Savary de Beauregard |  | Action libérale      | Henry Savary de Beauregard |  | Action libérale      |
| 2 | Melle           | Ferdinand Rougier          |  | Gauche radicale      | Ferdinand Rougier          |  | Gauche radicale      |
| 3 | 1re de Niort    | Guy Disleau                |  | Union démocratique   | Guy Disleau                |  | Union démocratique   |
| 4 | 2e de Niort     | Hippolyte Gentil           |  | Gauche radicale      | Henri de La Porte          |  | SFIO                 |
| 5 | Parthenay       | Louis Demellier            |  | Gauche radicale      | Louis Demellier            |  | Gauche radicale      |

## Résultats à l'échelle du département
| Partis         | Partis                                           | Premier tour | Premier tour | Sièges |
| Partis         | Partis                                           | Voix         | %            | Sièges |
| -------------- | ------------------------------------------------ | ------------ | ------------ | ------ |
|                | Parti républicain, radical et radical-socialiste | 27 481       | 31,48        | 2      |
|                | Conservateurs                                    | 23 302       | 26,69        | 1      |
|                | Radicaux indépendants                            | 19 990       | 22,90        | 1      |
|                | Fédération républicaine                          | 9 206        | 10,55        | 0      |
|                | Section française de l'Internationale ouvrière   | 6 548        | 7,50         | 1      |
|                | Socialistes indépendants                         | 763          | 0,87         | 0      |
|                |                                                  |              |              |        |
| Inscrits       | Inscrits                                         | 112 386      | 100,00       | 5      |
| Votants        | Votants                                          | 92 346       | 82,17        |        |
| Abstentions    | Abstentions                                      | 25 096       | 17,83        |        |
| Blancs et nuls | Blancs et nuls                                   | 5 056        | 5,48         |        |
| Exprimés       | Exprimés                                         | 87 290       | 94,52        |        |

## Résultats par arrondissement

### Arrondissement de Bressuire
| Candidat       | Candidat                   | Parti               | Premier tour | Premier tour |
| Candidat       | Candidat                   | Parti               | Voix         | %            |
| -------------- | -------------------------- | ------------------- | ------------ | ------------ |
|                | Henry Savary de Beauregard | Conservateur        | 13 594       | 57,41        |
|                | Héry                       | Radical indépendant | 10 083       | 42,59        |
|                |                            |                     |              |              |
| Inscrits       | Inscrits                   | Inscrits            | 28 057       | 100,00       |
| Votants        | Votants                    | Votants             | 24 153       | 86,09        |
| Abstention     | Abstention                 | Abstention          | 3 904        | 13,91        |
| Blancs et nuls | Blancs et nuls             | Blancs et nuls      | 476          | 1,97         |
| Exprimés       | Exprimés                   | Exprimés            | 23 677       | 98,03        |

### Arrondissement de Melle
| Candidat       | Candidat          | Parti          | Premier tour | Premier tour |
| Candidat       | Candidat          | Parti          | Voix         | %            |
| -------------- | ----------------- | -------------- | ------------ | ------------ |
|                | Ferdinand Rougier | PRRRS          | 10 269       | 52,73        |
|                | Gaston Deschamps  | FR             | 9 206        | 47,27        |
|                |                   |                |              |              |
| Inscrits       | Inscrits          | Inscrits       | 23 511       | 100,00       |
| Votants        | Votants           | Votants        | 19 983       | 84,99        |
| Abstention     | Abstention        | Abstention     | 3 528        | 15,01        |
| Blancs et nuls | Blancs et nuls    | Blancs et nuls | 508          | 2,54         |
| Exprimés       | Exprimés          | Exprimés       | 19 475       | 97,46        |

### Arrondissement de Niort

#### 1recirconscription
| Candidat       | Candidat       | Parti                  | Premier tour | Premier tour |
| Candidat       | Candidat       | Parti                  | Voix         | %            |
| -------------- | -------------- | ---------------------- | ------------ | ------------ |
|                | Guy Disleau    | Radical indépendant    | 9 907        | 92,85        |
|                | André          | Socialiste indépendant | 763          | 7,15         |
|                |                |                        |              |              |
| Inscrits       | Inscrits       | Inscrits               | 19 175       | 100,00       |
| Votants        | Votants        | Votants                | 13 453       | 70,16        |
| Abstention     | Abstention     | Abstention             | 5 722        | 29,84        |
| Blancs et nuls | Blancs et nuls | Blancs et nuls         | 2 783        | 20,69        |
| Exprimés       | Exprimés       | Exprimés               | 10 670       | 79,31        |

#### 2ecirconscription
| Candidat       | Candidat          | Parti          | Premier tour | Premier tour |
| Candidat       | Candidat          | Parti          | Voix         | %            |
| -------------- | ----------------- | -------------- | ------------ | ------------ |
|                | Henri de la Porte | SFIO           | 6 548        | 57,60        |
|                | Hippolyte Gentil  | PRRRS          | 4 820        | 42,40        |
|                |                   |                |              |              |
| Inscrits       | Inscrits          | Inscrits       | 15 430       | 100,00       |
| Votants        | Votants           | Votants        | 12 170       | 78,87        |
| Abstention     | Abstention        | Abstention     | 3 260        | 21,13        |
| Blancs et nuls | Blancs et nuls    | Blancs et nuls | 802          | 6,59         |
| Exprimés       | Exprimés          | Exprimés       | 11 368       | 93,41        |

### Arrondissement de Parthenay
| Candidat       | Candidat        | Parti          | Premier tour | Premier tour |
| Candidat       | Candidat        | Parti          | Voix         | %            |
| -------------- | --------------- | -------------- | ------------ | ------------ |
|                | Louis Demellier | PRRRS          | 12 392       | 56,07        |
|                | De Lagarde      | Conservateur   | 9 708        | 43,93        |
|                |                 |                |              |              |
| Inscrits       | Inscrits        | Inscrits       | 26 213       | 100,00       |
| Votants        | Votants         | Votants        | 22 587       | 86,17        |
| Abstention     | Abstention      | Abstention     | 3 626        | 13,83        |
| Blancs et nuls | Blancs et nuls  | Blancs et nuls | 487          | 2,16         |
| Exprimés       | Exprimés        | Exprimés       | 22 100       | 97,84        |